# علیدوست فلاحتی
علیدوست فلاحتی (زادهٔ ۱۳۱۰ در ایلام) نوازنده دوزله و پیشکسوت موسیقی نواحی اهل ایران است.

## زندگی هنری
علیدوست فلاحتی در سال ۱۳۱۰ در ایلام متولد شد. او کارمند بازنشسته سازمان محیط زیست می‌باشد و بیش از ۵۰ سال است که به نوازندگی «دوزله» همت گماشته‌است.
او دربارهٔ چگونگی آشنایی خود با ساز دوزله این چنین می‌گوید:
«هنگامی که کودک خردسالی بودم در مراسم جشنی صدای دوزله را شنیدم و به آن علاقه‌مند شدم هر جا که صدای دوزله می‌آمد به آنجا می‌رفتم تا شاید روش نواختن آن را بیاموزم.»
وی کهنسال‌ترین نوازنده موسیقی نواحی حال حاضر ایران است.

## افتخارات
- برگزیده چهارمین جشنواره سراسری سرود و آهنگ‌های انقلابی[۳]
- برگزیده دومین جشنواره موسیقی منطقه غرب کشور[۳]
- برگزیده جشنواره موسیقی کردی[۳]
- برگزیده جشنواره فرهنگی هنری جامعه کار و تلاش کشور[۳]
- برگزیده نود و یکمین برنامه در جرگه عشاق[۳]
- تقدیر در جشنواره ملی «سُرناوا»[۴]
- تقدیر در هفته هنر انقلاب اسلامی[۵]
- تقدیر در یازدهمین جشنواره موسیقی نواحی ایران[۶]
- برنده تندیس سومین فستیوال موسیقی نواحی آینه دار[۷]